# St. Albans (city), Vermont
St. Albans är en stad (city) och administrativ huvudort (county seat) i Franklin County i delstaten Vermont, USA. 2010 hade staden 6 918 invånare.